# Monastero di Santa Marinha da Costa
La Pousada Santa Marinha da Costa è situata a Guimarães, installata in quello che fu il Monastero di Santa Marinha da Costa.
Fa parte della rete delle Pousadas de Portugal, una catena di hotel di lusso, ed è classificata come Pousada Storica.

## Storia dell'edificio
VI-VII Secolo - Presenza di un tempio svevo-visigoto, con abside rettangolare;
872 - Ricostruzione del tempio; 899 - Consacrazione del tempio a chiesa;
XII Secolo– Consegna del monastero ai Canonici Regolari di sant'Agostino; inizio ricostruzione con spostamento del coro più a est; 1158 - Consacrazione della chiesa; 1173 - Inizio della costruzione del chiostro romanico;
1290 - Alla parrocchia di Santa Marinha da Costa vi è un ospizio per accogliere i pellegrini;
XVI Secolo - Un grande fuoco rovina il chiostro romanico e raggiunge altre aree edificabili. Successivamente procede alla ricostruzione il maestro muratore Pedro Alonso de Amorim; 1585 - Ristrutturazione della facciata principale della chiesa, costruzione dell’alto coro, ampliamento o ricostruzione di allegati a nord della chiesa 1598 - Chiostro realizzato da Pedro Alonso, già in fase di completamento, ampliamento della sala capitolare;
1628 - Ampliamento del presbiterio; 1643 - Viene costruito un ordine policromo di piastrelle per terminare la chiesa, sagrestia e il chiostro; 1654/1655 - L’abate Frate Jeronimo de Carvalho fece costruire le prime grandi camere da letto; 1667/1669 - La costruzione della seconda parte del dormitorio; 1673/1676 – Ristrutturazione delle scale che collegavano il chiostro al secondo piano e costruzione di una nuova sala; 1682 - Costruzione del balcone che completa l'ala est, noto come il "Balcone di San Girolamo";
1703 - Ricostruzione dell'ingresso principale, facendo cadere il vecchio dormitorio; 1707 – Viene posta la fontana sul balcone di San Girolamo; 1707/1708 - Vengono fatti miglioramenti nel chiostro, chiudendo il colonnato del secondo piano; 1717/1718 - Demolizione di case confinanti e la disposizione di accesso all'esterno, costruzione di una nuova caffetteria; 1731 - ingrandimento del corpo ovest; 1733/1736 - Viene ampliata la sagrestia e organizzato il giardino; 1736/1739 – Costruzione di una cappella per ospitare l'immagine del Santo Cristo; 1745/1748– Costruzione di una scala che collega il giardino al lago artificiale sulla collina; 1748 – Proposta ristrutturazione della facciata della chiesa e della scalinata; XVIII Secolo - Modifica del giardino e costruzione di un giardino di fronte al balcone di San Girolamo, vengono apportate modifiche alla scala di fronte alla chiesa; 1775/1778 - Costruzione dei campanili;
1915 - Realizzati importanti lavori di adeguamento, compreso l'estensione a sud e a ovest dell’ala del chiostro; 1951 – L’ala sud del convento è totalmente devastata da un incendio; 1977 – Viene avviato l’adattamento del monastero a funzione di pousada (locanda), secondo il progetto dell'architetto Fernando Távora (progettazione architettonica, decorazione e mobili), Ilídio de Araújo (paesaggio) e ingegneri Jaime Montenegro (installazione di apparecchiature elettriche e meccaniche), Manuel Monteiro de Andrade (impianti, sistemi idrici e delle acque reflue) e Fernando de Almeida d'Eca Guimarães (fondazioni e strutture); 1985 – Viene consegnata alla Direzione Generale del Turismo e viene apertura la struttura;
2003 - A seguito della privatizzazione la locanda viene gestita dal Gruppo Pestana.

## L'intervento di Fernando Távora
La Pousada accoglie all’interno della sua struttura diversi stili e materiali, da quelli più antichi a quelli più moderni. L’accostamento di questi caratteri non provoca una rottura, bensì una relazione e un legame tra le diverse epoche durante le quali si sono susseguite varie modifiche e diverse funzioni.
Nata come piccola basilica, nel corso dei secoli diviene prima monastero, poi università di teologia e infine residenza privata, prima di diventare pousada. In tutta Europa gli alberghi, "Paradores" in Spagna, "Pousadas" in Portogallo, sono installati all'interno di monasteri, castelli e palazzi e presentati come possibilità di riscatto da un destino in rovina. In realtà i restauri sono indifferenti alle possibilità che l'edificio racchiude, ma solo preoccupati di riportarli a un gusto addomesticato e pittoresco. Ciò non accade per l'intervento di Fernando Távora: il progetto cerca una continuità tra la lunga storia dell’edificio e le esigenze moderne; affronta il problema delle aggiunte non accettando a priori che esse debbano accentuare la propria differenza rispetto all'edificio fino ad effetti di contrasto. Le aggiunte sono viste, dunque, come una continuazione dell'edificio delineando una logica di sviluppo.
Attualmente, dopo i restauri e il nuovo ampliamento, la struttura crea una dialogo tra l’architettura e il luogo in cui è situata, a contatto con diversi stili e tradizioni locali, cercando una sintesi dei differenti concetti coesistenti.
Távora attribuisce anche molta importanza alla natura e al paesaggio circostante, come si nota dalla presenza di grandi aree verdi e maestosi giardini. Il nuovo corpo di fabbrica è caratterizzato da pareti interamente vetrate con intelaiatura in ferro, così la nuova struttura presenta un affaccio verso la città di Guimarães costituito da un unico serramento continuo, fittamente suddiviso. Si ha dunque un accostamento tra materiali moderni e forme tradizionali, infatti è possibile ritrovare un’affinità con le antiche galerìas delle case della Galizia e del Nord del Portogallo: grandi e razionali verande in vetro e legno erano sovrapposte alla struttura muraria costituendo l'aspetto unitario della casa.
Sul piano del linguaggio si legge nel progetto un'adesione lineare all'architettura del moderno e in particolare nell’aspetto del serramento così delineato da Távora è possibile notare una forte analogia con il pensiero "less is more" di Ludwig Mies Van der Rohe. Emerge, inoltre, per quanto riguarda l’intero complesso, uno dei temi principali del pensiero di Mies, il quale si concentra più sulla forma dell'edificio piuttosto che sulla funzione che cambia a seconda delle esigenze così come, di fatto, è avvenuto per la Pousada di Santa Marinha da Costa.